# Mzumbe
Mzumbe è una circoscrizione rurale (rural ward) della Tanzania situata nel distretto di Mvomero, regione di Morogoro. Conta una popolazione di 19 056 abitanti (censimento 2012).